# La cène
La cène è un cortometraggio del 1903 diretto da Lucien Nonguet e Ferdinand Zecca. Dodicesimo episodio del film La Vie et la Passion de Jésus-Christ (1903), che è composto da 27 episodi.

## Trama
I dodici apostoli e Gesù sono seduti ad un lungo tavolo, partecipando alla cena del Signore. Benedicendo il vino, lo dà a loro e spezzando un pezzo di pane, lo presenta a Giuda.